# Elina Brotherus
Elina Brotherus, (née le 29 avril 1972 à Helsinki) est une photographe professionnelle et artiste vidéo finlandaise. 
Elle partage son temps entre Helsinski et Avallon.

## Biographie
Après avoir obtenu son master de sciences en 1997 à l'université d'Helsinki, elle entame un master of Arts à l’école supérieure Aalto d'art, de design et d'architecture d'Helsinki. 
Dans le même temps, elle expose son travail : en 1999, elle participe à l’exposition collective « Identité fictive », à l'espace Contretype à Bruxelles; et à « Tila-espace », à la Maison européenne de la photographie de Paris. 
En 2000, elle prend part à l’exposition « Quinze en Europe », dans le cadre du septembre de la photographie, au Musée d'art moderne et d'art contemporain de Nice. 
Rapidement, elle est remarquée, notamment en France, et partage sa vie entre Helsinki et Paris. En plus du finnois, sa langue maternelle, elle parle couramment l'anglais et le français. 

## Œuvre
Elina Brotherus confronte la photographie aux codes classiques de la représentation picturale. 
Tout en grâce et en délicatesse, ses photographies mettent en scène des personnages dans leurs attitudes et dans leurs moments quotidiens, dans leurs instants intimes, mais toujours avec une certaine distance respectueuse. 
Elle réalise également des séries d’autoportraits, dont de nombreux nus.  
La photographe saisit, dans un espace quotidien ou dans un paysage, les grandes émotions humaines universelles. Elle s'interroge aussi, et interroge le spectateur, sur les relations entre l'être humain et la nature, et sur la place de celui-ci dans celle-là.

## Expositions

### Expositions personnelles
- 2000 : Suites françaises 1, Galerie Anhava, Helsinki
- 2000 : Encontros de Fotografia
- 2001 : Spring
- 2001 : The Wapping Project
- 2002 : PHotoEspaña, Madrid
- 2002 : Galerie GD Agency, Fiac, Paris
- 2003 : The new painting, Galerie Contretype (publication par Contretype du premier ouvrage de la collection des Carnets de Résidences)
- 2005 : FRAC Haute-Normandie à Sotteville-lès-Rouen du 26 mars au 15 mai 2005
- 2011 : Les Boréales, 5 novembre au 11 décembre 2011, Bayeux
- 2016 : La Lumière venue du nord, du 29 juin 2016 au 25 septembre 2016, Pavillon populaire, Montpellier[5]
- 2022 : Les Règles du Jeu, du 2 juillet au 20 novembre 2022, FRAC Bourgogne, Dijon[6]

### Expositions collectives
- 2017 : Paysages français - Une aventure photographique (1984 - 2017), rassemblant près de mille images de 167 photographes, parmi lesquels Raymond Depardon, Josef Koudelka, Lewis Baltz, Robert Doisneau, Thierry Girard, Harry Gruyaert, Sophie Ristelhueber, Gabriele Basilico, Bernard Plossu, Pierre de Fenoÿl , etc. , Bibliothèque nationale de France, Paris
- 2023 : Festival Planches Contact à Deauville.

## Récompenses et distinctions
En 2004, elle reçoit une bourse du Carnegie Art Award.
En 2006, elle est lauréate du Prix Niepce pour son travail photographique.
En 2008, elle obtient le Finnish State Prize for Photography.
En 2012, elle reçoit la médaille Pro Finlandia.
- Commandeur de l'ordre du Lion de Finlande (2023)

## Ouvrages
- Decisive Days. Photographies 1997-2001, Semur-en-Auxois, Spiralinthe, 2002  (ISBN 2-913440-17-7)
- The New Painting, Toulouse, Galerie municipale du Château d'eau, 2004  (ISBN 291324162X)
- Études d’après modèle, danseurs, Paris, Textuel, 2007  (ISBN 2845972458)